# 鳥甲山
鳥甲山（とりかぶとやま、ちょうこうさん）は、長野県下水内郡栄村秋山郷に位置する山。一般的には「とりかぶとやま」の呼称で資料には記載されている。標高は2,037.6 m。日本二百名山に選定されている。
鳥甲山は90 - 70万年前に活動した第四紀成層火山で、地質は安山岩である。

## 概要
「怪鳥」と称されるように、南北に尾根を伸ばしており東側は切れ落ちた絶壁になっている。
中津川方向には嵓（クラ）の文字が付く雪崩で削られた断崖の白嵓や赤嵓があり、「第二の谷川岳」と称されたこともある。ロッククライミングのゲレンデとしてクライマーの注目を集めた時期もあったが、岩の脆さと地理的な不便さで下火になった。尖った山頂は秋山郷を挟んで対峙する苗場山とは正反対でよく目立っている。
ブナ林などの天然林があり鳥甲山県自然環境保全地域に指定されている（1982年5月31日指定）。

## 登山ルート
ムジナ平を登山口とする白嵓尾根コースと、屋敷温泉を登山口とする赤嵓尾根コースが一般的である。
山の稜線は左右が絶壁で狭く、夏でも雪が残る。登山道には鎖が取り付けられた岩場の箇所もある。ムジナ平から登って山頂を経て屋敷側に下るルートが一般的で、長野県警の制作している山カードでは逆ルートは岩場を下ることになるため危険としている。

## 参考画像

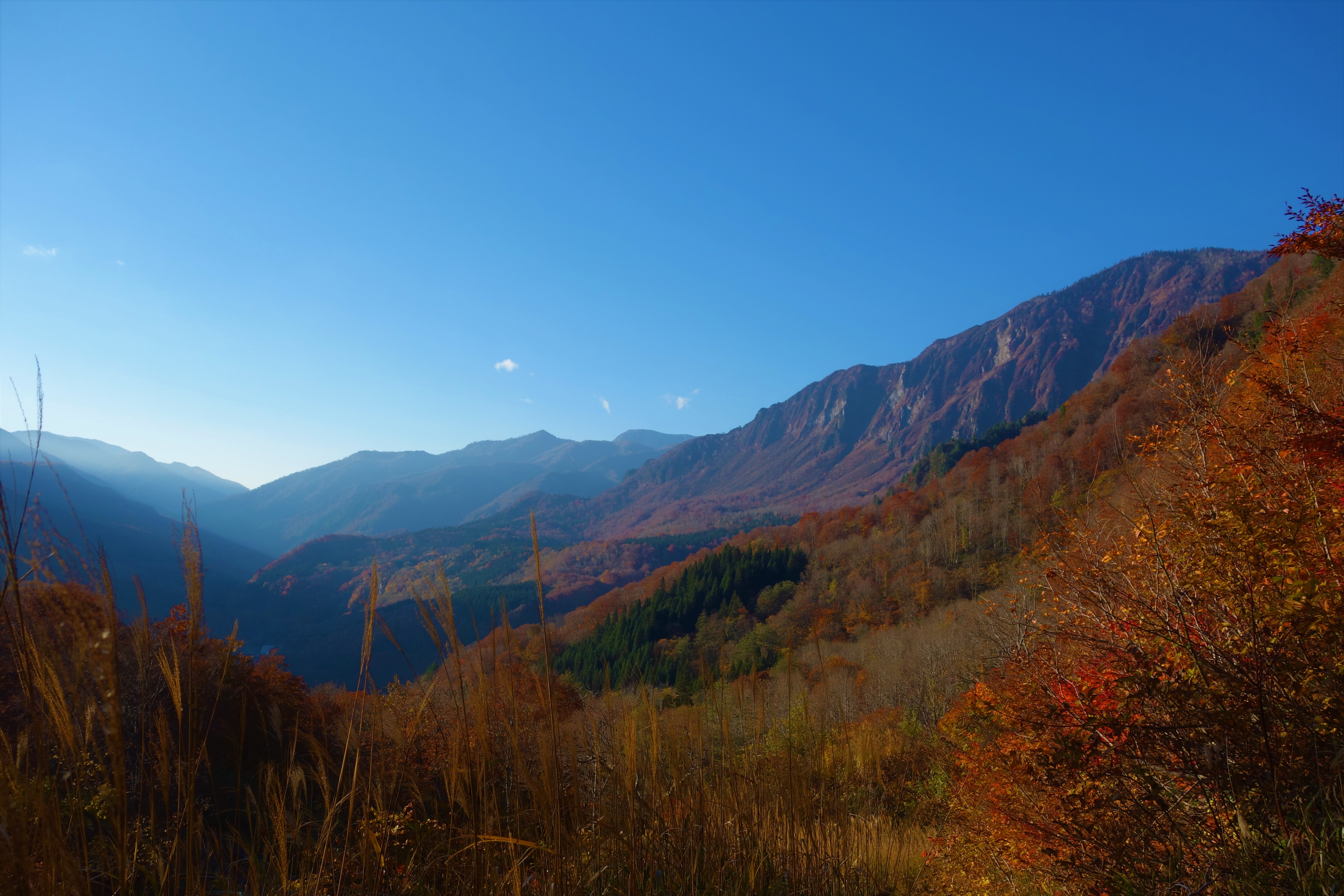
屋敷山直下から鳥甲山を望む
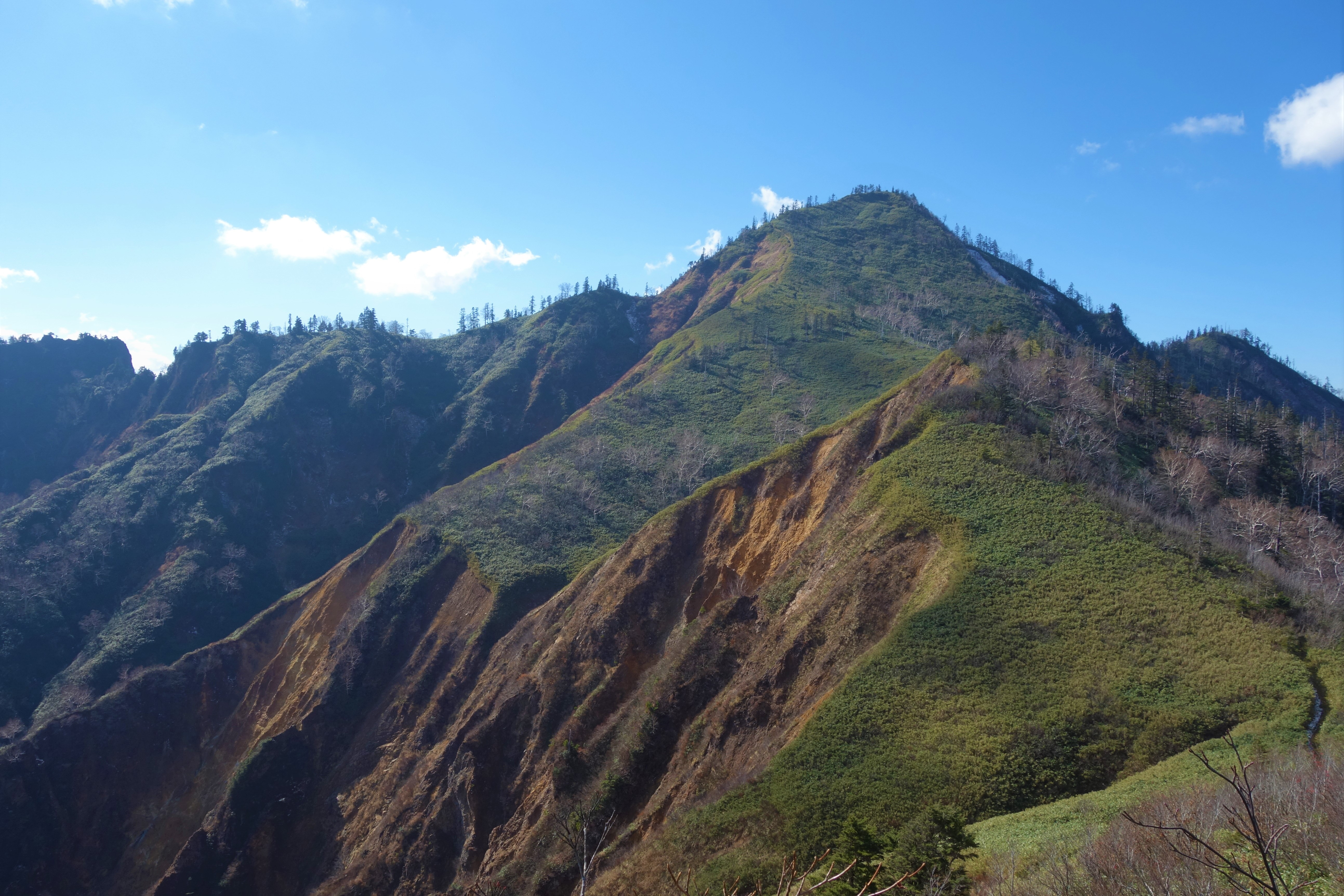
東面が崩落した鳥甲山
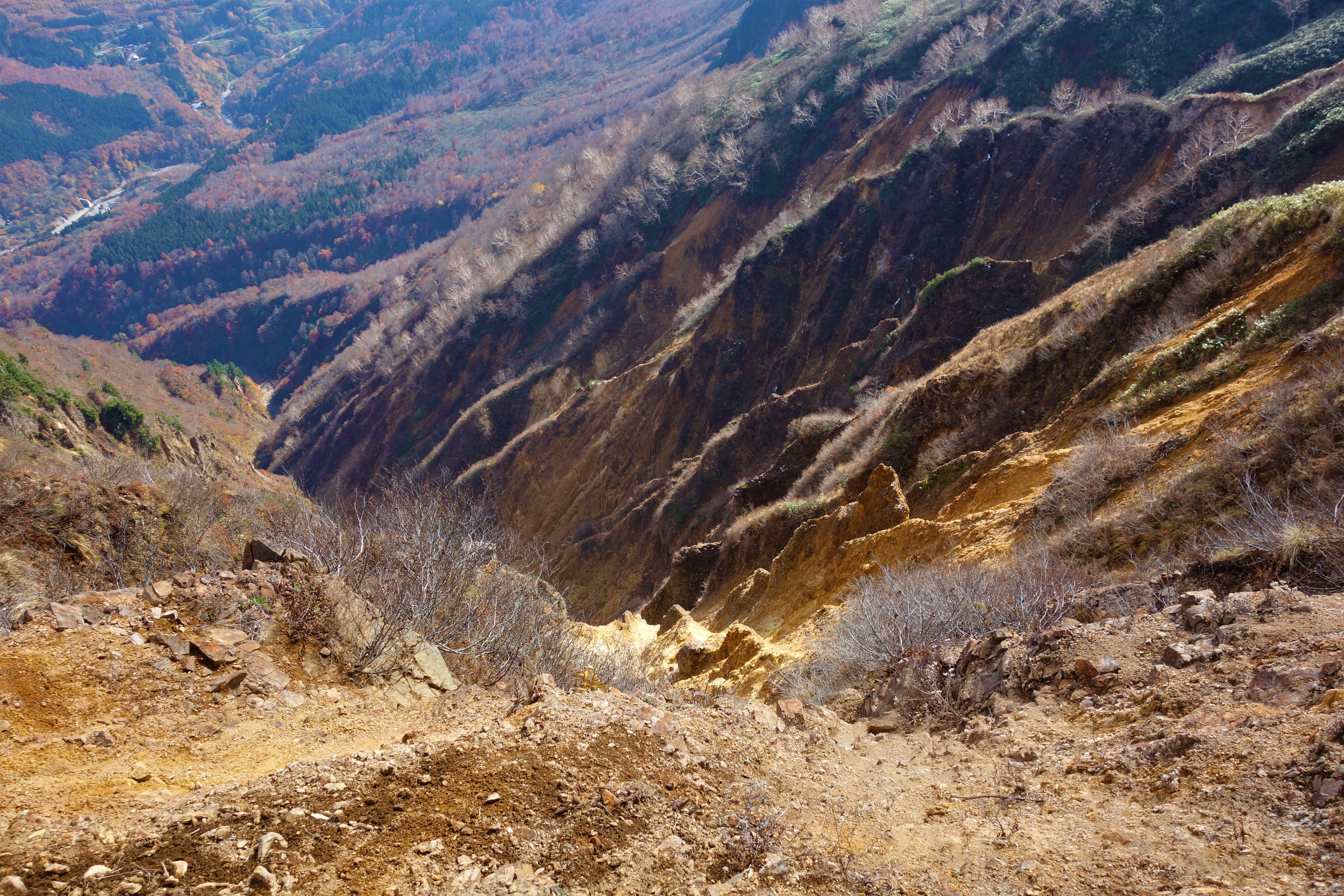
崩落個所（ノゾキ）は注意が必要
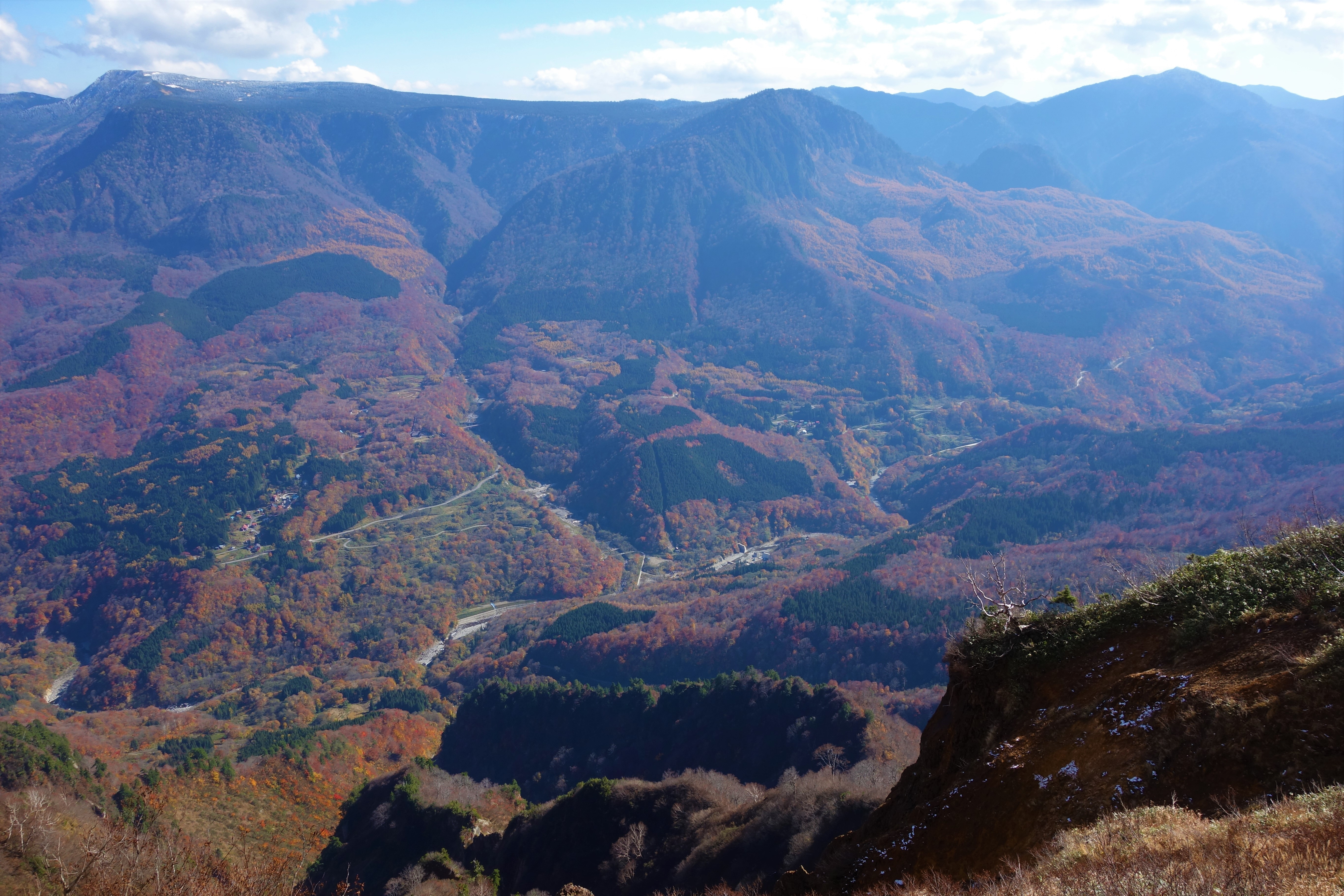
鳥甲山稜線から苗場山と秋山郷を望む
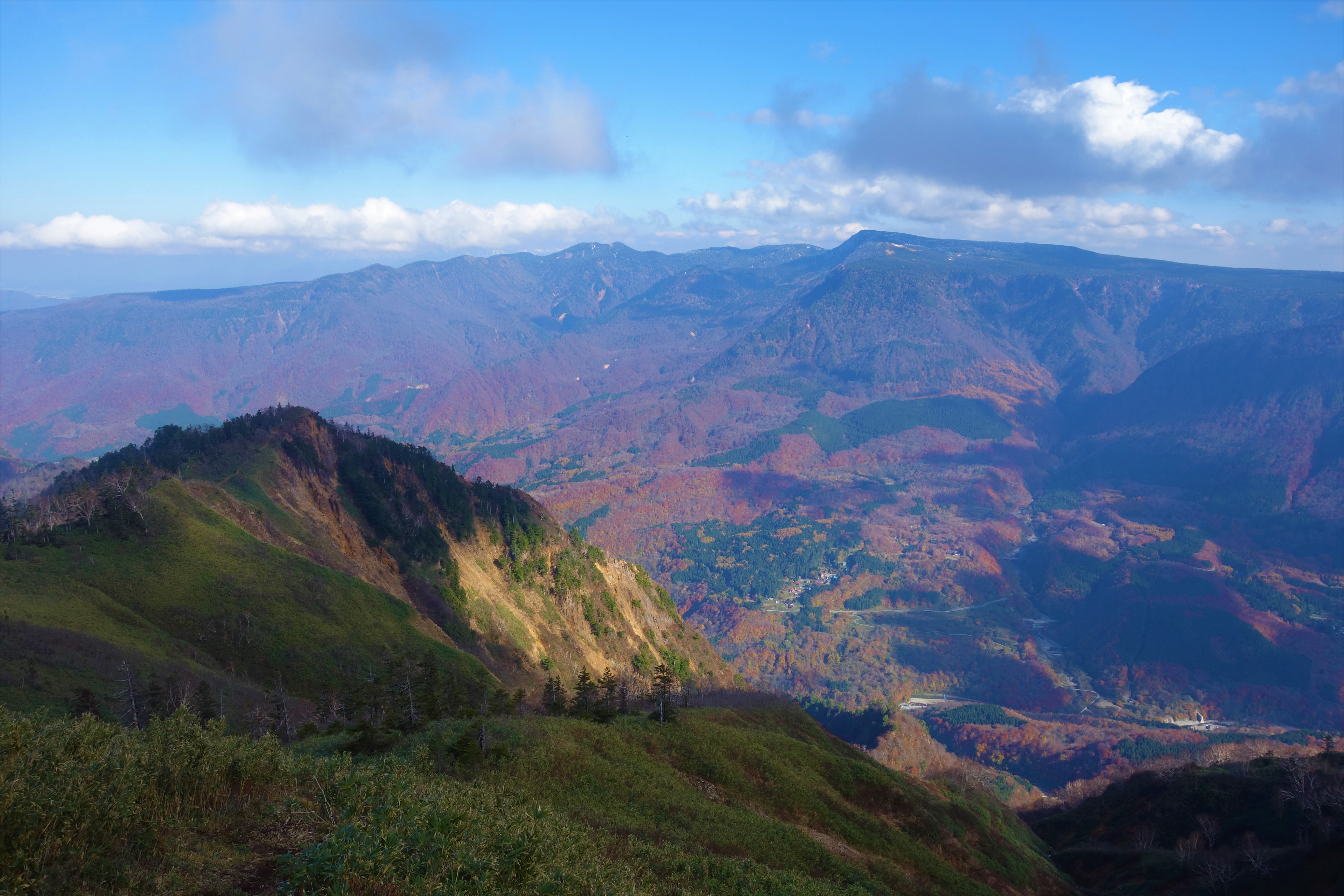
山頂付近から（紅葉の苗場山と秋山郷）
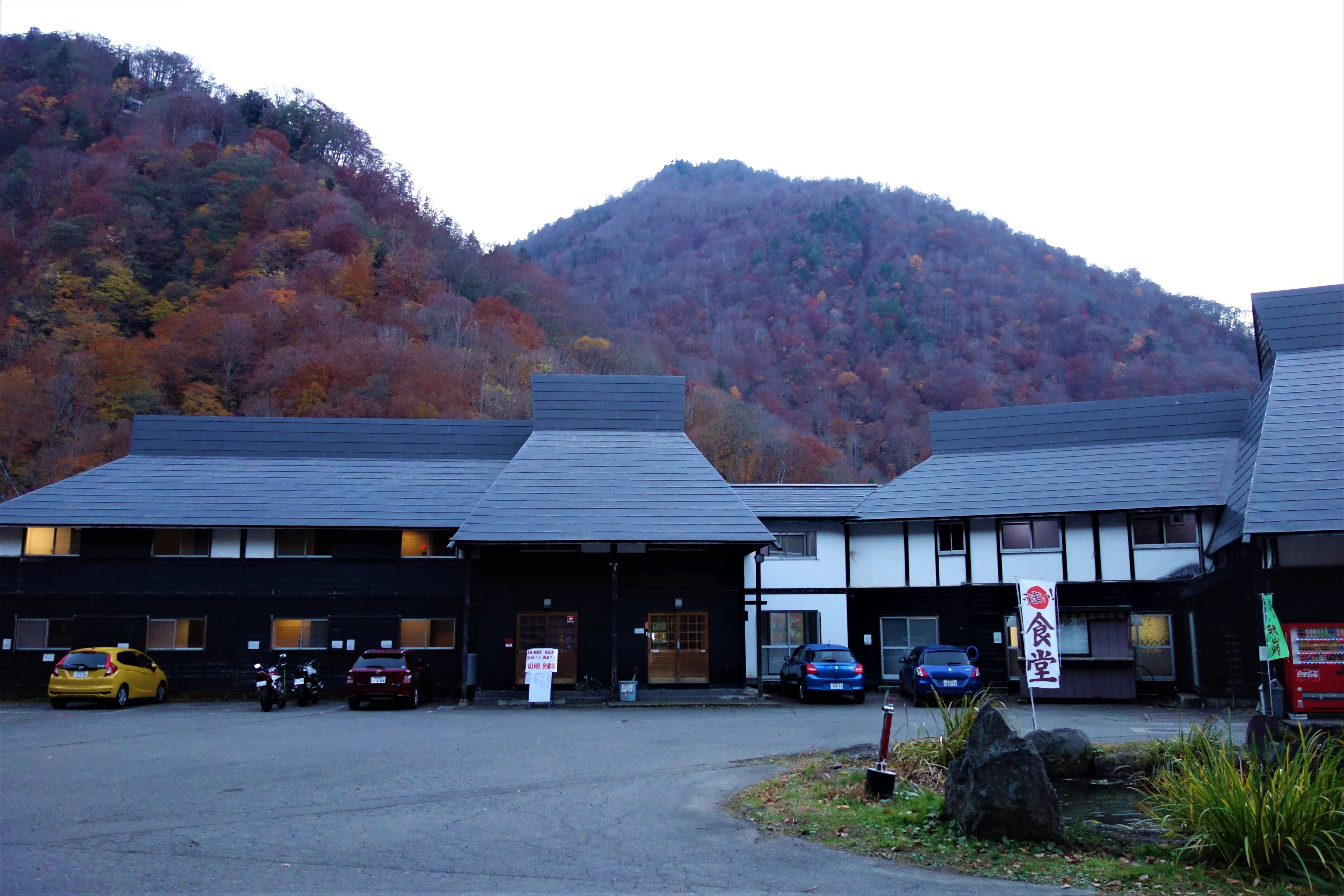
登山の拠点となる切明温泉

## 周辺
- 鳥甲牧場（75 ha）[4]

## 周辺の山
- 苗場山
- 佐武流山
- 白砂山
- 岩菅山